# 松北区
45°48′30″N 126°33′46″E / 45.80833°N 126.56278°E
松北区是中華人民共和國黑龙江省哈尔滨市下辖的一个市辖区。建成区面积26.71平方公里。本区是哈尔滨市政府的驻地，区人民政府驻松北街道松北一路18号。

## 名称
松花江哈尔滨段北岸，市民习惯上称为“江北”、“松北”等。“江北”是一个自然地理概念，而“松北”是一个行政区划概念。松花江北岸而名。

## 人口
2020年末，根据(黑龙江省)哈尔滨市第七次全国人口普查主要数据公报显示：常住人口为413515人。

## 历史沿革
自清政府於1683年设立黑龙江将军衙门以来，江北一直为呼兰所辖。1918年，黑龙江行政公署设马家船口市政局，1925年又易名为松浦市政筹备处。1933年7月1日，滿洲國政府将上述合四为一，成立哈尔滨特别市。1946年后，一度将东、西傅家区改为东、西、北傅家区。1956年，东、西傅家区合并改称道外区，全区含三个乡镇和14个街道办事处，其中江北郊区街道办事处2个。1994年9月，哈尔滨市政府决定成立“松北区开发建设管理办公室”，进行建区的筹备工作。2004年3月24日，道外区和太平区正式合并，新区名为道外区。区划调整后，原江北三镇划归松北区管理。

## 哈尔滨市松北区“8·25”火灾事故
2018年8月25日凌晨，位于松北区太阳岛风景区北龙温泉休闲酒店发生火灾。事故共造成20人死亡，被定性为一起重大责任事故。

## 行政区划
下辖8个街道、2个镇。
- 镇：乐业镇、对青山镇。
- 街道办事处：松北街道、松祥街道、松安街道、松浦街道、船口街道、万宝街道、太阳岛街道、三电街道。